# Carolina 500 1968
Carolina 500 1968 var ett stockcarlopp ingående i Nascar Grand National Series (nuvarande Nascar Cup Series) som kördes 16 juni 1968 på den 1,0 mile (1,609 km) långa ovalbanan North Carolina Motor Speedway i Rockingham i North Carolina. Totalt avverkades 500 miles (804,672 km) fördelat på 500 varv. Banunderlaget var asfalt. Loppet vanns av Donnie Allison i en Ford på tiden 5:02.00 körande för Matthews Racing. Allisons snitthastighet uppgick till 99,338 mph. Prispotten uppgick till 65 665 dollar, varav 16 675 dollar gick till segraren.

## Resultat
| Plc     | Nr | Förare             | Team/ bilägare              | Konstruktör | Start | Varv | Ledda varv |
| ------- | -- | ------------------ | --------------------------- | ----------- | ----- | ---- | ---------- |
| 1       | 27 | Donnie Allison     | Matthews Racing             | Ford        | 7     | 500  | 154        |
| 2       | 2  | Bobby Allison      | J.D. Bracken                | Chevrolet   | 13    | 498  | 0          |
| 3       | 48 | James Hylton       | Hylton Engineering          | Dodge       | 17    | 494  | 0          |
| 4       | 03 | Richard Brickhouse | Dub Clewis                  | Plymouth    | 16    | 470  | 0          |
| 5       | 76 | Roy Tyner          | Don Culpepper               | Ford        | 23    | 469  | 0          |
| 6       | 25 | Jabe Thomas        | Robertson Racing            | Ford        | 21    | 464  | 0          |
| 7       | 70 | J.D. McDuffie      | McDuffie Racing             | Buick       | 30    | 463  | 0          |
| 8       | 4  | John Sears         | DeWitt Racing               | Ford        | 25    | 457  | 0          |
| 9       | 20 | Clyde Lynn         | Negre Racing                | Ford        | 27    | 457  | 0          |
| 10      | 30 | Dave Marcis        | Larry Wehrs                 | Chevrolet   | 28    | 456  | 0          |
| 11      | 06 | Neil Castles       | Neil Castles                | Plymouth    | 32    | 448  | 0          |
| 12      | 19 | Henley Gray        | Gray Racing                 | Ford        | 37    | 445  | 0          |
| 13      | 29 | Swede Savage       | Bondy Long                  | Ford        | 10    | 443  | 0          |
| 14      | 50 | Eddie Yarboro      | Eddie Yarboro               | Plymouth    | 38    | 418  | 0          |
| 15      | 93 | Walson Gardner     | Walson Gardner              | Ford        | 36    | 406  | 0          |
| 16      | 51 | Stan Meserve       | Margo Hamm                  | Dodge       | 24    | 406  | 0          |
| 17      | 87 | Buck Baker         | Buck Baker Racing           | Chevrolet   | 44    | 395  | 0          |
| 18      | 34 | Wendell Scott      | Scott Racing                | Ford        | 39    | 380  | 0          |
| 19      | 22 | Darel Dieringer    | Mario Rossi                 | Plymouth    | 12    | 379  | 157        |
| 20      | 6  | Charlie Glotzbach  | Owens Racing                | Dodge       | 6     | 372  | 0          |
| 21      | 10 | Bill Champion      | Champion Racing             | Ford        | 29    | 368  | 0          |
| 22      | 79 | Frank Warren       | Harold Rhodes               | Chevrolet   | 15    | 324  | 0          |
| 23      | 64 | Elmo Langley       | Langley-Woodfield Racing    | Ford        | 20    | 316  | 0          |
| 24      | 71 | Bobby Isaac        | K&K Insurance Racing        | Dodge       | 8     | 295  | 17         |
| 25      | 5  | Pete Hamilton      | Rocky Hinton                | Ford        | 31    | 260  | 0          |
| 26      | 43 | Richard Petty      | Petty Enterprises           | Plymouth    | 3     | 236  | 0          |
| 27      | 16 | Tiny Lund          | Bud Moore Engineering       | Mercury     | 11    | 234  | 0          |
| 28      | 98 | LeeRoy Yarbrough   | Junior Johnson & Associates | Ford        | 1     | 217  | 120        |
| 29      | 99 | Paul Goldsmith     | Nichels Engineering         | Dodge       | 4     | 201  | 52         |
| 30      | 17 | David Pearson      | Holman Moody                | Ford        | 2     | 142  | 0          |
| 31      | 80 | E.J. Trivette      | E.C. Reid                   | Chevrolet   | 22    | 139  | 0          |
| 32      | 21 | Cale Yarborough    | Wood Brothers Racing        | Mercury     | 5     | 129  | 0          |
| 33      | 49 | G.C. Spencer       | GC Spencer Racing           | Plymouth    | 18    | 120  | 0          |
| 34      | 46 | Larry Manning      | Tom Hunter                  | Chevrolet   | 42    | 114  | 0          |
| 35      | 07 | George Davis       | George Davis                | Chevrolet   | 35    | 96   | 0          |
| 36      | 38 | Wayne Smith        | Archie Smith                | Chevrolet   | 26    | 88   | 0          |
| 37      | 8  | Ed Negre           | Negre Racing                | Ford        | 40    | 87   | 0          |
| 38      | 3  | Buddy Baker        | Fox Racing                  | Dodge       | 9     | 78   | 0          |
| 39      | 45 | Bill Seifert       | Seifert Racing              | Ford        | 34    | 66   | 0          |
| 40      | 75 | Paul Dean Holt     | Dennis Holt                 | Ford        | 43    | 56   | 0          |
| 41      | 1  | Bud Moore          | King Enterprises            | Dodge       | 14    | 27   | 0          |
| 42      | 11 | Earl Brooks        | Champion Racing             | Ford        | 33    | 23   | 0          |
| 43      | 39 | Friday Hassler     | Red Charp                   | Chevrolet   | 19    | 16   | 0          |
| 44      | 88 | Bobby Mausgrover   | Buck Baker Racing           | Oldsmobile  | 41    | 4    | 0          |
| Källor: |    |                    |                             |             |       |      |            |